# Jeanne Dumée
Jeanne Dumée (Parijs, 1660 - 1706) was een Franse astronome en auteur van het boek  "Entretiens sur l'opinion de Copernic touchant la mobilité de la terre" (Gesprekken over Copernicus' visie op de beweging van de aarde). Haar doel was niet om Copernicus' wereldbeeld te steunen, maar om de redeneringen te bespreken die Copernicus' aanhangers gebruikten om zich te verdedigen. Het boek zou nooit volledig gepubliceerd zijn.
Dumée was reeds van kindsbeen af geïnteresseerd in astronomie. Ze trouwde jong en werd weduwe op 17-jarige leeftijd, toen haar man als soldaat sneuvelde in Duitsland, aan het hoofd van een compagnie waarover hij het bevel voerde.  Ze stond ook bekend als feministe. Door zelf het voorbeeld te stellen, hoopte ze vrouwen uit haar tijd, die zichzelf incapabel vonden om te gaan studeren, te overtuigen dat er "geen verschil was tussen de hersenen van een man en een vrouw" en dat vrouwen even slim en nuttig waren in de wetenschappelijke wereld als mannen.

## Opleiding
Hoewel er niet veel bekend is over haar jeugd of opleiding, werden in die tijd veel vrouwen van haar leeftijd door hun ouders thuis, door privéleraren of, na hun huwelijk, zelfs door hun echtgenoten opgevoed, afhankelijk van de situatie waarin ze verkeerden. "Maria Cunitz kreeg thuis onderricht van haar vader. Ze studeerde talen, klassieke talen, wetenschap en kunst. Daarna trouwde ze met een fysicus en amateurastronoom. Al snel was ze de belangrijkste astronoom in de familie. Op haar dertigste publiceerde ze een reeks astronomische tabellen." De situatie voor Jeanne Dumée was mogelijk een soortgelijke. Mogelijks kreeg ze thuis onderricht in alle noodzakelijke domeinen en evolueerde ze, na het overlijden van haar man, tot de belangrijkste astronoom van haar huishouden. Ze stond bekend om haar publicatie "Entretiens sur l'opinion de Copernic touchant la mobilité de la terre", evenals om haar feministische ideeën die ze erin had gevoegd.

## Gezinsleven
Net als over haar opleiding is er ook over haar gezinsleven niet veel bekend, behalve het feit dat ze op vrij jonge leeftijd trouwde en op zeventienjarige leeftijd weduwe werd, toen haar man als soldaat sneuvelde in Duitsland. Dit weerhield haar echter niet van haar studie, aangezien ze later een gepubliceerde auteur en een beroemde astronoom werd.
Het gezinsleven in Frankrijk was tijdens haar leven echter zeer conservatief. Mannen waren meestal hoofd van de huishoudens, terwijl de vrouwen ofwel thuis bleven ofwel de toestemming van hun man nodig hadden om uit huis te werken. Gedurende deze periode bestond het gezinsleven in veel culturen uit een uitgebreide familie die samen onder één dak woonde, d.w.z. het getrouwde koppel, hun kinderen, en de ouders van de bruid of bruidegom. Soms leefden tot wel vier generaties samen in één huishouden. Hoewel deze situatie gebruikelijk was voor de meeste vrouwen en gezinnen in die tijd, is het niet bekend of dit ook de situatie was waarin Jeanne Dumée zich bevond voor de dood van haar man.

## Carrière en overeenkomsten met andere vrouwen
Dumée was een astronome met een achtergrond en opleiding in wiskunde en andere wetenschappen. Hoewel er, afgezien van haar boek Entretiens sur l'opinion de Copernic touchant la mobilité de la terre niet veel bekend is over haar carrière, kan er veel worden gezegd over andere vrouwelijke astronomen van haar leeftijd met wie ze enkele overeenkomsten deelde. De Duitse Maria Cunitz, bijvoorbeeld, was net als Dumée een astronome die binnen haar vakgebied erg beroemd werd omwille van een van haar publicaties. Cunitz schreef Urania propitia met nieuwe sterrenkundige tabellen, nieuwe efemeriden en een 'elegantere' oplossing voor Keplers probleem. De Cunitz-krater op Venus en de planetoïde 12624 Mariacunitia zijn naar haar vernoemd. Een ander voorbeeld is Maria Clara Eimmart, een astronome van eind 17e eeuw, die bekend stond om haar astronomische illustraties: tussen 1693 en 1698 maakte ze meer dan 350 tekeningen van de maanstanden op blauw papier. De collectie heette Micrographia stellarum phases lunae ultra 300. Net als Dumée hadden deze vrouwen een belangrijke publicatie, waren ze beroemd in hun vakgebied en stonden ze bekend om hun liefde voor astronomie.

## Geschreven werk
Dumée was de auteur van Entretiens sur l'opinion de Copernic touchant la mobilité de la terre (Gesprekken over Copernicus' visie op de beweging van de aarde), geschreven in 1680. Haar werk legt het Copernicaanse systeem uit. Het manuscript ondersteunde Copernicaanse en Galilese theorieën over de beweging van de aarde, en het doel van haar schrijven was om de redeneringen te bespreken die Copernicus zelf gebruikte om zijn doctrines te verdedigen.  Ze schreef ook over haar observaties van Venus en manen van Jupiter, die de theorieën van Copernicus en Galileo bewezen. Het boek is nooit in zijn geheel gepubliceerd, maar is bekend door een epitome in het Journal des savants. Het werd alom geprezen om zijn duidelijkheid.  Zij schreef in een tijd waarin de beroemde astronomen het voorwerp waren van hevige en hartstochtelijke aanvallen van verscheidene wetenschappers.
In haar schrijven nam Dumée een verontschuldiging op voor het schrijven over een onderwerp dat destijds als "te delicaat werk voor personen van haar geslacht" werd beschouwd. Ze schreef dat vrouwen van haar tijd zichzelf niet in staat achtten om te studeren, en legde uit dat ze hoopte dat haar eigen voorbeeld hen ervan zou overtuigen dat er geen verschil is tussen het brein van een vrouw en dat van een man.
Uit een publicatie uit 2016 blijkt dat Jeanne Dumée's reputatie, als een van de weinige vrouwelijke astronomen in het Frankrijk van de vroege 20e eeuw, grotendeels op een mythe zou gebaseerd zijn, die al bestond voordat haar werk voor het publiek beschikbaar was, een misverstand dat sommige historici nog steeds op een dwaalspoor zou brengen.

## Feminisme
Jeanne Dumée gaf uiting aan haar feministische opvattingen en aan haar hoop voor vrouwen in haar en ander vakgebieden, omdat zij geloofde dat vrouwen net zo goed als mannen in staat waren tot wetenschappelijke studies, onderzoek en veranderingen. Zij geloofde dat vrouwen op geen enkele manier minderwaardig waren aan mannen, vooral niet als het ging om het volgen van een opleiding en het maken van naam voor zichzelf, en dit gevoel kwam vrij duidelijk in haar tekst naar voren in haar schrijven aan vrouwen.

## Genderongelijkheid
Tijdens Dumée's leven was er nogal wat genderongelijkheid, vooral in haar vakgebied. Mannen domineerden het domein van de astronomie en er werd haar verteld dat het werk in de astronomie "te delicaat werk was voor personen van haar geslacht". Zoals eerder vermeld, liet ze zich hierdoor niet afschrikken, publiceerde ze alsnog haar boek en werd ze beroemd om de duidelijkheid van haar werk.